# Cazul vocativ
În gramatica unor limbi flexionare, vocativul (din cuvântul latinesc vocativus, la rândul său din verbul vocare „a chema”) este cazul gramatical al adresării directe, caracterizat prin intonație specifică, marcată uneori în scris prin semnul exclamării, și prin pauze care izolează cuvântul sau grupul de cuvinte la acest caz, marcate în scris prin virgulă/virgule când este în cadrul unei propoziții. Prin cuvântul la vocativ, vorbitorul se poate adresa atât unui animat (persoană, animal), cât și unui inanimat.
Termenul „vocativ” se folosește în gramaticile limbilor în care cel puțin unele cuvinte au la acest caz forme diferite de cele de nominativ, dar prin extensie consideră ca putând fi la vocativ și cele care nu au asemenea desinențe. Astfel, vocativul apare în paradigmele de declinare ale tuturor substantivelor și adjectivelor, chiar dacă forma lor la acest caz este identică cu cea de nominativ.
În evoluția limbilor indoeuropene se observă diferențe în privința păstrării cazului vocativ exprimat cu desinențe specifice. În cele cu grad relativ înalt de sintetism s-a păstrat declinarea și, în majoritatea lor, cazul vocativ. Astfel sunt majoritatea limbilor slave. În limbile romanice de vest care, față de limba latină, au evoluat spre un grad relativ înalt de analitism și au pierdut declinarea, a dispărut și cazul vocativ. Acesta s-a păstrat numai în limba română, dar în grad mai redus decât în limbile slave. În limbile germanice, precum engleza, vocativul este de asemenea inexistent, pentru adresare folosindu-se aceeași formă a cuvintelor ca în funcția de subiect.
În principiu, cuvântul la vocativ nu are funcție sintactică, ci constituie o propoziție neanalizabilă.

## În limba română
În română există desinențe de vocativ, dar folosirea lor nu este la fel de sistematică precum în limbile slave. Nu există unitate de vederi în a considera care sunt desinențele de vocativ. După Constantinescu-Dobridor 1998 și Cojocaru 2003, de exemplu, acestea sunt:
| Număr    | Gen                | Desinența de vocativ | Exemple                               |
| -------- | ------------------ | -------------------- | ------------------------------------- |
| singular | masculin și neutru | -e -(u)le            | prietene!, suflete! fiule!, unchiule! |
| singular | feminin            | -o                   | fato!                                 |
| plural   | toate genurile     | -lor                 | fiilor!, fetelor!                     |

Avram 1997 și Bărbuță 2000, de exemplu, consideră însă că desinențe specifice de vocativ sunt numai la singular:
- masculin și neutru – -e: bărbate!, suflete!;
- feminin – -o: fetițo!

Bărbuță 2000 este de aceeași părere, dar mai adaugă la feminin două desinențe pentru prenume, în concurență cu -o:
- -ă: Ană!;
- -e: Marie!

Opinia acestor doi autori este că la singular, unor masculine și neutre li se adaugă desinența -e la forma nearticulată (căpitane!), altora la forma cu articol hotărât (omule!), iar la plural, la toate genurile, forma specifică vocativului este omonimă cu cea de genitiv-dativ plural a declinării cu articol hotărât: băieților!, fetelor!
La masculinele terminate la nominativ singular în -e, desinența de vocativ singular se confundă cu cea de nominativ: frate – frate! Unele cuvinte din alte categorii nu pot avea desinență specifică de vocativ, de exemplu mamă!, femeie!, copii! În cazul altora, desinența este obligatorie, ex. prietene! Iarăși altele pot avea desinență specifică, dar există tendința ca aceasta să fie facultativă, fiind folosită mai mult forma de nominativ, ex. Florico! / Florica! Printre substantivele care au obligatoriu desinență de vocativ, sunt unele la care terminația trebuie să fie -e (ex. prietene!), altele la care trebuie să fie -(u)le (fiule!, bunicule!) și altele la care există posibilitate de alegere, ex. băiete! / băiatule!. Uzul este cel care a consacrat vocativul cu una sau cu cealaltă variantă, fără să existe reguli privitoare la aceasta.
În română și adjectivele substantivate au desinențe de vocativ, de regulă -(u)le la masculin (ex. scumpule!) și -o la feminin: scumpo!
Există interjecții care însoțesc în mod tipic cuvântul la vocativ, dintre care cea mai curentă este măi: Măi, Ioane, mă auzi?
Sunt și sintagme de adresare formate dintr-un substantiv și un adjectiv, în care acesta este atribut. În unele, niciunul din termeni nu are formă specifică de vocativ (ex. dragi prieteni!), mai rar ambii pot avea asemenea formă (ex. iubite unchi/unchiule!), în altele unul din termeni are desinență de vocativ. În general, adjectivul este antepus substantivului (ex. stimate domn!), dar uneori este postpus: prietene drag! În mod excepțional, adjectivul drag, -ă are, la masculin singular, forma de vocativ egală cu cea de nominativ feminin singular, de exemplu în varianta cu topica inversată a exemplului precedent: dragă prietene! Cuvântul la vocativ mai poate fi și apoziție pe lângă alt cuvânt la vocativ: „Iancule, țintașule, / Mai încearcă-ți armele” (folclor).

## În limbile din diasistemul slav de centru-sud
În diasistemul slav de centru-sud (bosniacă, croată, muntenegreană, sârbă), toate cuvintele din unele categorii mari au desinențe de vocativ specifice. Acestea sunt, de regulă:
- -e:
  - substantivele masculine terminate la nominativ singular în consoană nepalatală: kume! „cumetre!”[13];
  - substantivele feminine terminate la nominativ singular în -ica: ribice! „peștișorule!”[14];
- -u – substantivele masculine terminate la nominativ singular în consoană palatală: prijatelju! „prietene!”[15];
- -o – substantivele feminine terminate la nominativ singular în -a, altele decât cele în -ica: ribo! „pește!”[16];
- -i – desinență comună cu genitivul, dativul, instrumentalul și locativul singular – substantivele feminine terminate la nominativ singular în consoană: noći! „noapte!”[17]

Înaintea desinenței -e, consoanele finale de rădăcină k, g, și h se palatalizează, devenind č [t͡ʃ], ž [ʒ], respectiv š [ʃ]: vojniče! „soldatule!”, vraže! „drace!”, duše! „suflete!” Consoana finală de nominativ singular c [t͡s] trece de asemenea în č: mjeseče! „lună!”
Printre masculinele terminate în -r, cele cu o înaintea acestuia și cele cu a numit labil înaintea acestuia au desinența -e, ex. doktore!, vetre! „vântule!” (< vetar), majoritatea celorlalte au desinența -u (pastiru! „păstorule!”), iar unele o pot avea pe oricare dintre ele: sekretaru! sau sekretare! „secretarule!”
Alte categorii de cuvinte nu au desinențe de vocativ. Pentru adresare se folosește forma de nominativ. Astfel sunt toate cuvintele la plural, precum și substantivele neutre și adjectivele și la singular.
În insulte, vocativul poate fi întărit de numeralul jedan, jedna „un, o” sau de forma negată a acestuia (nijedan, nijedna): Svinjo jedna! / Svinjo nijedna! „Porcule!”
Dacă cuvinte care au desinență de vocativ intră într-o sintagmă la acest caz, fiecare termen își păstrează totdeauna desinența: Gospodine Markoviću! „Domnule Marković!”, Draga gospođo preds(j)ednice! „Dragă doamnă președinte!”

## Adresarea în câteva limbi fără vocativ
În fiecare limbă există adresare directă. În cele fără cazul vocativ se face cu cuvântul având aceeași formă ca atunci când este în funcția de subiect, doar că și în acestea se distinge prin intonație specifică și izolare prin pauze, și nici în acestea nu are funcție sintactică. Astfel se exprimă adresarea în limba engleză, de exemplu: Jane, are you ready? „Jane, ești gata?”.
În limba franceză, situația este aceeași ca în engleză, ex. Pierre, viens! „Pierre, vino!”. În această limbă, cuvântul de adresare poate fi precedat de adjectivul posesiv de persoana I singular, mon „meu”, ma „mea”, mes „mei, mele”. Se folosește, de exemplu, în adresarea către un membru de familie: mon père „tată”, ma tante „mătușă”, ma mère „mamă”. Poate exprima și diverse nuanțe de sens pragmatice:
- afecțiune: mon chéri „dragul meu”;
- respect: mon capitaine „domnule căpitan” (formulă regulamentară de adresare a subordonatului către superior în armata franceză);
- familiaritate, condescendență: mon cher monsieur „dragă domnule”;
- agresivitate: Je vous y prends, mon gaillard ! „Te-am prins, șmechere!”

Adresarea poate fi întărită și de articolul hotărât, ex. Dormez, les champs ! dormez, les fleurs ! dormez, les tombes ! „Dormiți, câmpuri! dormiți florilor! dormiți, morminte!” (Victor Hugo). Această construcție este folosită mai ales în registrul de limbă familiar: Salut, l’homme ! „Salut, omule!” Poate exprima și familiaritate, condescendență: Eh bien ! l’abbé, vous voilà enchanté „Ei bine, abate, acum ești încântat”.
Limba maghiară, care are o declinare dezvoltată, este totuși lipsită de cazul vocativ. Cuvântul de adresare poate fi asociat cu unele elemente care îi întăresc această folosire. Un asemenea element este sufixul personal posesiv de persoana I, folosit sistematic în acest scop, echivalent cu adjectivul posesiv din română, ex. uram! „domnule!” (literal „domnul meu!”), asszonyom! „doamnă!” (lit. „doamna mea!”). Cu unele cuvinte, adresarea nici nu este corectă fără acest sufix, de exemplu cu barát „prieten” → barátom!
În adresarea insultătoare se folosește grupul te „tu” + substantiv sau adjectiv substantivat: te gazember! „ticălosule!” (lit. „tu ticălos!”), te bolond! „nebunule!”